# Середнево (деревня, Москва)
Середнево — деревня в Новомосковском административном округе Москвы  (до 1 июля 2012 года была в составе Ленинского района Московской области). Входит в состав Филимонковского района.

## Название
Название деревни, предположительно, произошло от некалендарного личного имени Середний.

## География
Находится примерно в 6 км к юго-западу от центра города Московский. В 3 км севернее деревни проходит Киевское шоссе. Рядом протекает река Незнайка.

## История
Первое упоминание деревни Середнево приходится к середине XVI века. Симонову монастырю принадлежало сельцо Березники (Березки) и деревни Середняя и Староселье, что на реке Незнань (Незнайке). Примерно около 1550 года, монастырь передал село в пожизненное пользование боярину Ивану Хабарову:
"Иван Хабаров до своего живота взял у Симонова монастыря за 160 руб. сельцо Березки с деревнями в Московском уезде" (Ивина Л.И. Крупная вотчина Северо-Восточной Руси конца XV–первой половины XVI в. Л., 1979. С. 164).
Упоминание в начале 17 века. «Село Берёзки, Анкундиново тож, на речке Незнани по писцовым книгам 1628 года за Степаном Матвеевичем сыном Проестевым, старая отца его вотчина, а в селе двор вотчинников, в котором жили деловые его люди, да к тому селу деревня Середняя на речке Незнани, а в ней 4 двора с крестьянами с 6 человек». 
В XIX веке деревня Середнево входила в состав Десенской волости Подольского уезда.

## Население
| 2002 | 2006 | 2010 |
| ---- | ---- | ---- |
| 15   | ↗16  | ↗21  |

### Историческая численность населения
В 1899 году в деревне проживало 99 человек.
Согласно Всероссийской переписи, в 2002 году в деревне проживало 15 человек (7 мужчин и 8 женщин). По данным на 2005 год в деревне проживало 16 человек.

## Инфраструктура
Школа № 1392

## Транспорт
Автобусное сообщение.